# Малая Ушинка
Малая Ушинка — деревня в Башмаковском районе Пензенской области России. Входит в состав Знаменского сельсовета.

## География
Расположено в 6 км к северо-востоку от села Знаменское, на р. Ольшанка.

## Население
| 2010 |
| ---- |
| 0    |

## История
Основана в конце 20-х годов XX века, возможно как выселок села Ушинка Земетчинского района. В 1939 г. в составе Ильинского сельсовета. В 1955 г. центральной усадьбой колхоза «Победа».